# محمد أمين بهرامي
محمد أمين بهرامي هو لاعب كرة قدم إيراني في مركز حراسة المرمى، ولد في 31 يناير 1997 في مدينة أصفهان في إيران. لعب مع نادي تراكتور سازي.